# Meyvn
Meyvn is een Amerikaanse progressieve metal band die is opgericht in 2003.

## Bezetting

### Huidige bandleden
- Richard Clark - zanger
- Drew Creel - gitarist / toetsenist
- Ken Liao - bassist
- Reuben Posey - drummer

### Voormalige bandleden
- Jon Simpson - Gitarist
- Brad Olson - Drummer

## Biografie
Mevyn werd in 2003 gevormd in Austin, Verenigde Staten. In 2004 brachten ze hun demo Last Rites uit die leidde tot een contract met KillZone Records. Hierop kwam in 2006 hun debuutalbum Splintered Skies uit. Net na de opnames van het album verliet gitarist Jon Simpson de band. In 2007 speelde de band op ProgPower Europe.

## Discografie

### Albums
- Splintered Skies (2006)